# David Attard

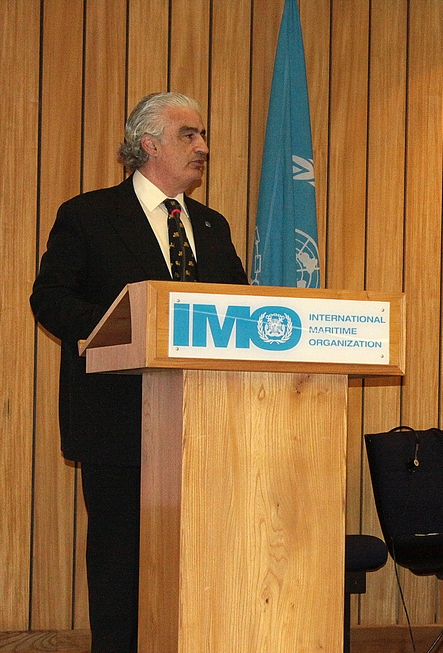
David Attard, 2013

David Joseph Attard (* 29. März 1953 in Sliema) ist ein maltesischer Jurist und Experte im Bereich des Seevölkerrechts. Er wirkte von 1986 bis 2011 als Professor an der Universität Malta und fungiert seit Oktober 2011 als Richter am Internationalen Seegerichtshof. Für seine Verdienste wurde er unter anderem in die französische Ehrenlegion aufgenommen sowie mit dem spanischen Orden de Isabel la Católica und dem Verdienstorden der Italienischen Republik ausgezeichnet.

## Leben
David Attard wurde 1953 in Sliema geboren und schloss 1978 ein Studium der Rechtswissenschaften an der Universität Malta mit dem LL.D. ab. Darüber hinaus promovierte er 1986 auch an der University of Oxford. Er ist sowohl in seinem Heimatland als auch über die Anwaltskammer Middle Temple in Großbritannien als Rechtsanwalt zugelassen.
Ab 1986 unterrichtete er als außerordentlicher und von 1988 bis 2011 als ordentlicher Professor die Fächer Völkerrecht, Verfassungsrecht, vergleichende Rechtswissenschaft, internationales Privatrecht und Seevölkerrecht an der Universität Malta. Von 1992 bis 2011 leitete er das in Malta ansässige International Maritime Law Institute, eine Einrichtung der Internationalen Seeschifffahrts-Organisation. Außerdem war er als Gastprofessor an der Universität Tor Vergata (1994) und an der Universität Paris 1 Panthéon-Sorbonne (2007/2008) sowie im Jahr 2000 mit einem Fulbright-Stipendium an der juristischen Fakultät der Yale University tätig. Von 2004 bis 2011 gehörte er dem Ständigen Schiedshof an.
David Attard hat verschiedene Regierungen in völkerrechtlichen Angelegenheiten beraten, insbesondere zu Fragen der Erkundung und Erschließung maritimer Ressourcen sowie bei Verhandlungen zur Abgrenzung des Kontinentalschelfs, der Hoheitsgewässer und von ausschließlichen Wirtschaftszonen. Darüber hinaus fungierte er unter anderem 1987 als Leiter der maltesischen Delegation zur Vorbereitungskommission der Vereinten Nationen für den Internationalen Seegerichtshof, 1988 als Berater der maltesischen Delegation zur 43. Sitzung der UN-Vollversammlung sowie mehrfach als Sondergesandter des Außenministeriums seines Heimatlandes.
Im Juni 2011 wurde er zum Richter am Internationalen Seegerichtshof in Hamburg gewählt. Seine turnusgemäß neunjährige Amtszeit begann im Oktober 2011.
David Attard ist verheiratet und Vater von drei Kindern.

## Auszeichnungen
David Attard ist seit 2004 Ritter der französischen Ehrenlegion und seit 2007 Offizier des nationalen Verdienstordens seines Heimatlandes. Darüber hinaus erhielt er 2009 den spanischen Orden de Isabel la Católica in der Klasse Encomienda de Número und 2010 den Verdienstorden der Italienischen Republik. Seit 2002 ist er Ehrenmitglied des Comité Maritime International. Für sein Werk „The Exclusive Economic Zone in International Law“ erhielt er 1988 den vom Hochschulinstitut für internationale Studien und Entwicklung in Genf verliehenen Paul-Guggenheim-Preis.

## Werke (Auswahl)
- The Exclusive Economic Zone in International Law. Reihe: Oxford Monographs in International Law. Band 1. Oxford und New York 1987
- Climate Change. Malta 1989
- The Common Concern of Mankind in Relation to Global Environmental Issues. Valetta und Nairobi 1991 (als Herausgeber)